# I-168
I-168 – japoński oceaniczny okręt podwodny typu KD6 z czasów przedwojennych i II wojny światowej. Okręt został zwodowany 26 czerwca 1933 roku w stoczni w Kure jako I-68, po czym – podobnie jak w przypadku wielu innych jednostek – jego nazwa została zmieniona na I-168.
Przyjęty do służby w japońskiej marynarce wojennej 31 lipca 1934 roku miał wyporność 1400 ton na powierzchni oraz 2440 ton w zanurzeniu. Wyposażony był w 6 wyrzutni torpedowych kalibru 533 mm dla 14 torped. Podczas wojny na Pacyfiku, dowodzony przez shōsa Yahachi Tanabe, zatopił pod Midway amerykański duży lotniskowiec USS „Yorktown” (CV-5). 27 lipca 1943 roku został zatopiony przez USS „Scamp” (SS-277).

## Konstrukcja
W momencie wejścia do służby I-168 był najszybszym okrętem podwodnym na świecie. Wprawdzie późniejsze typy japońskich okrętów były jeszcze szybsze, jednak 23 węzły maksymalnej prędkości na powierzchni wciąż pozostawało bardzo dużą prędkością. Prędkość podwodna zaś wynosząca 8,25 węzła nie odbiegała zasadniczo od standardu tego okresu. I-68 przy prędkości 10 węzłów na powierzchni dysponował zasięgiem 14 tys. mil morskich. Okręt ten wykazywał się przy tym dużą autonomicznością wynoszącą 45 dni. Dwukadłubowa struktura kadłuba o długości 105 metrów umożliwiała mu bezpieczne schodzenie na głębokość konstrukcyjną wynoszącą 75 metrów. Wyporność nawodna okrętu wynosiła 1400 ton, w zanurzeniu zaś 2440 ton. W skład uzbrojenia jednostki wchodziły działo kalibru 100 mm L/65 oraz 14 torped Typ 92 lub Typ 95, wystrzeliwanych z czterech wyrzutni 533 mm na dziobie i dwóch tego samego kalibru na rufie. Standardowa załoga składała się z 68 osób.

## Historia okrętu
Budowę okrętu rozpoczęto 18 czerwca 1931 roku, zwodowano go zaś dwa lata później – 26 czerwca 1933 roku w stoczni w Kure. I-68 został przyjęty do służby w marynarce imperium japońskiego 31 lipca 1934 roku, pod dowództwem chūsa (komandor) Nobumichi Tsuruoka. 25 lipca 1941 roku nastąpiła zmiana na stanowisku dowódcy okrętu, którym został shōsa (kmdr por.) Otoji Nakamura. Nowy dowódca wprowadził jednostkę w okres przygotowań do operacji Z, związanej z planowanym atakiem na Pearl Harbor. 11 listopada 1941 roku wiceadmirał Mitsumi Shimizu na pokładzie swojego okrętu flagowego – krążownika lekkiego „Katori” – wprowadził swoich dowódców okrętów 6 Floty w zarys planów ataku na Hawaje. Jeszcze tego samego dnia I-68 opuścił port udając się do bazy w Kwajalein na Pacyfiku.

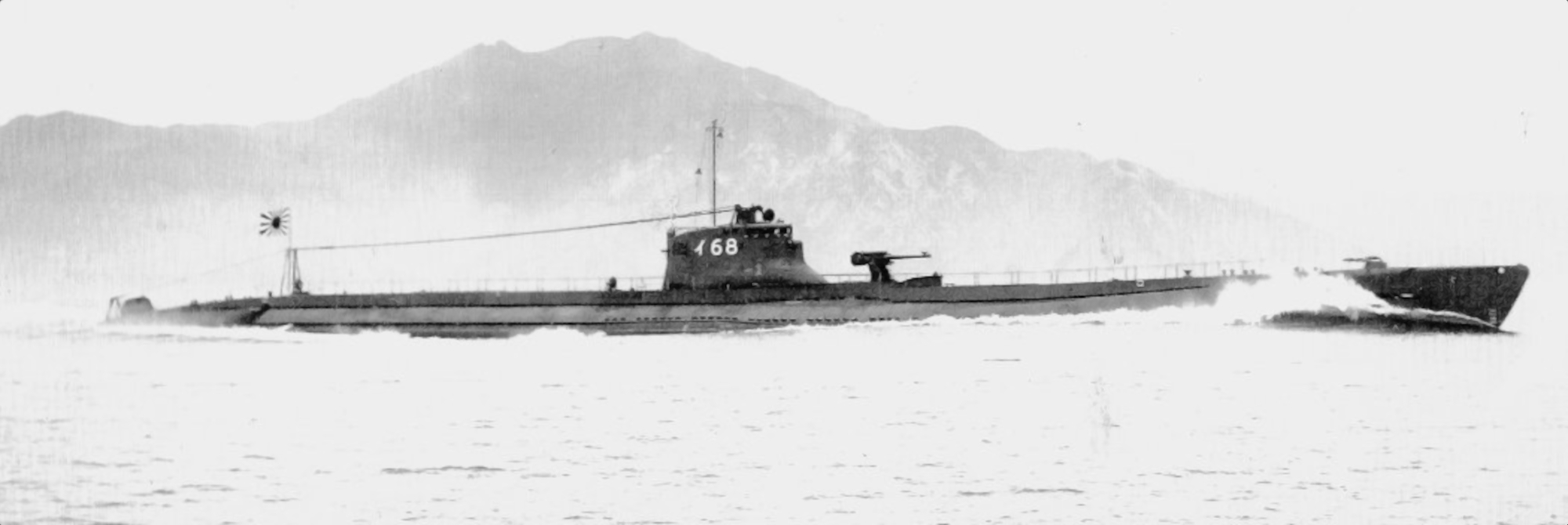
I-168, tu jeszcze pod pierwotnym oznaczeniem
I-68, prawdopodobnie podczas prób morskich w 1934 roku

23 listopada I-68 wyszedł z Kwajalein na swój pierwszy patrol wojenny w okolice Hawajów, gdzie 2 grudnia odebrał zakodowaną wiadomość „Wspiąć się na górę Niitaka”, informującą, że działania wojenne przeciw Stanom Zjednoczonym rozpoczną się 8 grudnia (czasu japońskiego). Pięć dni później 3 Dywizjon Okrętów Podwodnych 6 Floty, w którego skład wchodził I-68, rozmieszczony był na południe od Oʻahu, w celu przechwycenia wszystkich okrętów, które będą próbowały uciec z Pearl Harbor. I-68 miał przydzielony sektor od 25 do 50 mil na południowy zachód od wyspy. 8 grudnia okręt otrzymał rozkaz udania się wraz z I-69 do wyjścia z bazy Pearl Harbor, w celu podjęcia załóg miniaturowych okrętów podwodnych. Gdy jednak żadna z nich nie przybyła na umówione miejsce spotkania, okręty powróciły do swoich sektorów.
13 grudnia okręt został wykryty przez amerykańskie okręty nawodne i w ciągu kilku następnych dni poddany serii 21 osobnych ataków głębinowych. Ostatni z nich zniszczył wiele ogniw baterii i wywołał poważne przecieki rufowych wyrzutni torpedowych. W konsekwencji 17 grudnia shōsa Nakamura zmuszony został do przerwania patrolu i udania się w drogę powrotną do Kwajalein, dokąd przybył 11 dni później. Uszkodzenia okazały się zbyt poważne, aby mogły zostać naprawione na miejscu, toteż ostatniego dnia roku jednostka wyruszyła w celu przeprowadzenia remontu do Kure, gdzie udało się jej dotrzeć 9 stycznia 1942 roku. 17 stycznia Nakamura stawił się na pokładzie pancernika „Yamato”, gdzie, w obecności m.in. admirała Isoroku Yamamoto i jego sztabu, zdał relację z patrolu, przedstawiając też przebieg amerykańskiego polowania na jego okręt. 31 stycznia nastąpiła zmiana na stanowisku dowódcy I-68, które objął shōsa Yahachi Tanabe – były dowódca I-59.
20 maja 1942 roku, w ramach szerszych zmian organizacyjnych w japońskiej flocie podwodnej, oznaczenie I-68 zostało zmienione na I-168.

### Bitwa pod Midway
Po ataku na Pearl Harbor Cesarstwo Japonii prowadziło kolejne działania wojenne przeciw Stanom Zjednoczonym. Jednak wkrótce po zwycięstwie na Hawajach straciło kontrolę nad przebiegiem wydarzeń. Marynarka japońska, nieświadoma wycieku tajnych informacji o japońskich zamiarach, poniosła dotkliwą i odwracającą całą sytuację wojenną na Pacyfiku porażkę w bitwie lotniskowców pod Midway. 4 czerwca po południu – już po zniszczeniu „Akagi”, „Kaga” i „Sōryū” – samoloty pokładowe z pozostającego na północy, nieco na uboczu od nich lotniskowca „Hiryū” zaatakowały USS „Yorktown” i ciężko go uszkodziły trafiając trzema bombami i dwoma torpedami Typ 91. Lotniskowiec jednak nie zatonął, lecz – holowany w eskorcie sześciu niszczycieli – kierował się na południowy wschód ku Pearl Harbor.

#### Wsparcie inwazji

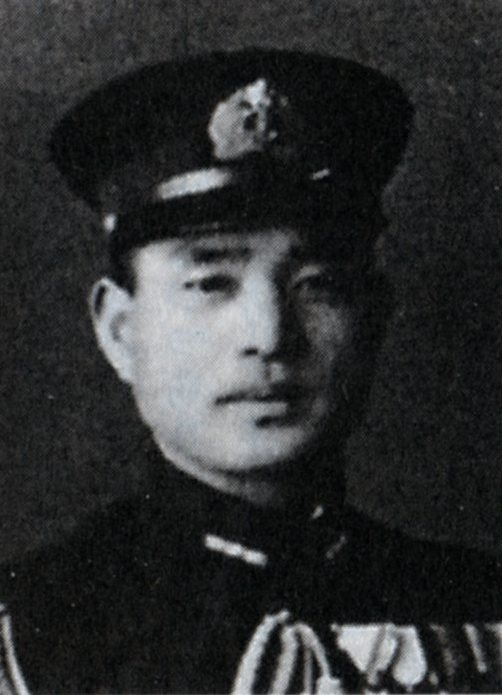
Shōsa Yahachi Tanabe, dowódca I-168 w czasie bitwy pod Midway, później – jako chūsa – I-176.

Tymczasem shōsa Tanabe, którego zadaniem (wraz z innymi okrętami jego 3 Dywizjonu Okrętów Podwodnych Szóstej Floty) było wspieranie sił inwazyjnych, jeszcze przed bitwą lotniskowców odnotował niespodziewanie intensywny ruch lotniczy w okolicach Midway. W czasie gdy do Midway zbliżał się trzon japońskiej Kido Butai admirała Nagumo, dowódca I-168 odnotowywał około 90 do 100 startów dziennie z Midway oraz samoloty rozpoznawcze spędzające całe dnie patrolując na dystansie 700 mil od atolu. Jednocześnie do shōsa Tanabe docierały raporty dowódców innych okrętów podwodnych z rejonu tankowania w okolicach French Frigate Shoals – między Midway, a Oʻahu – o aktywności Amerykanów.

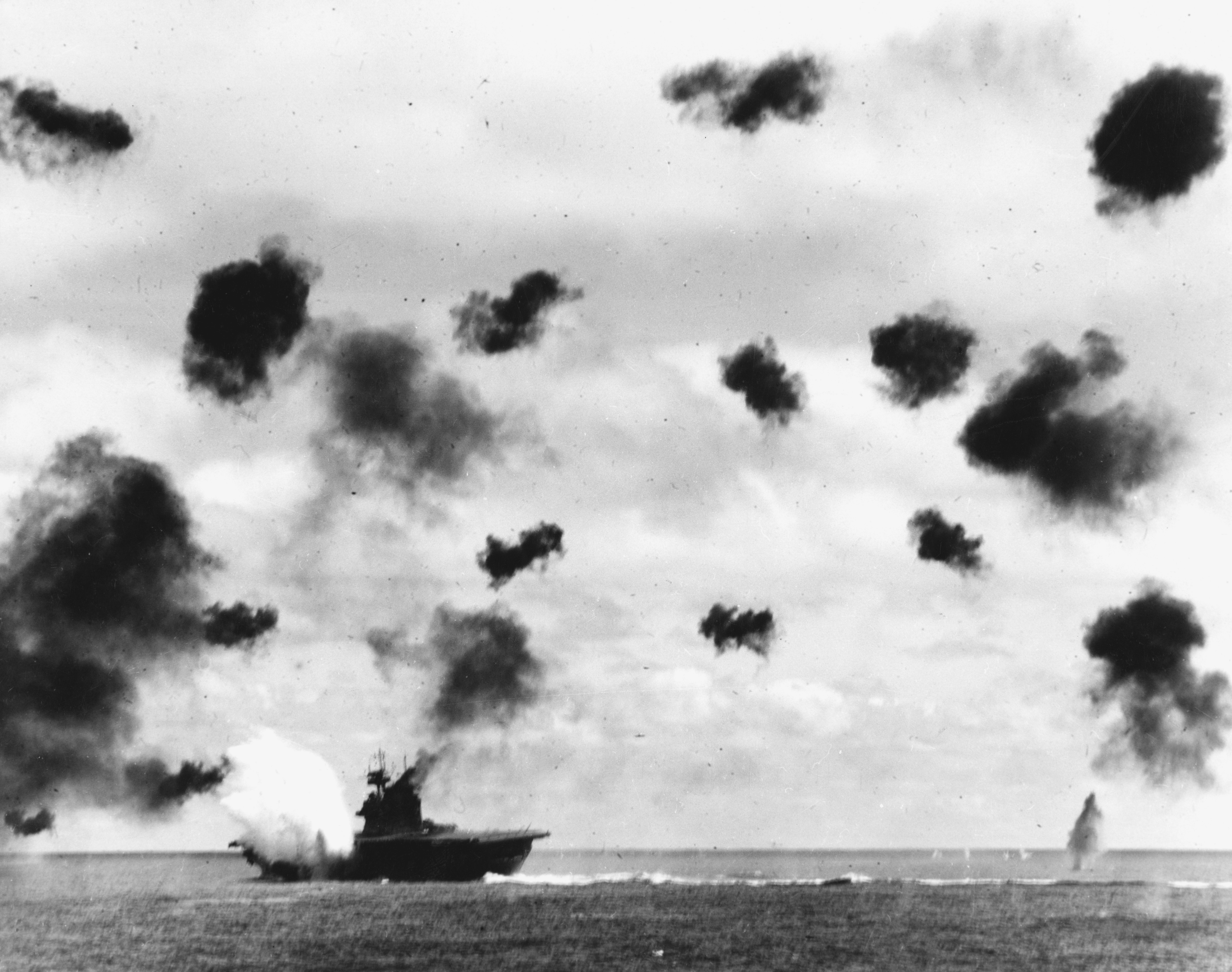
USS „Yorktown” (CV-5) trafiony przez drugą torpedę Typ 91 z samolotu B5N lotniskowca „Hiryū”

Analiza tych informacji nasunęła Tanabe wniosek, że amerykańskie okręty podwodne odkryły japoński zespół uderzeniowy i zespoły okrętów admirałów Nagumo oraz Isoroku Yamamoto zostaną zaskoczone wpadając w pułapkę. Tanabe przekazał drogą radiową swoje spostrzeżenia do Tokio, jednak informacje, które powinny wywołać alarm w kręgach japońskiego wywiadu, przeszły bez echa. Mimo ostrzeżenia z I-168 zespół uderzeniowy Kido Butai adm. Nagumo, zespół inwazyjny adm. Nobutake Kondō oraz zespół ubezpieczający adm. Yamamoto nieświadome niebezpieczeństwa nadal zmierzały w kierunku Midway. Było to skutkiem prawdopodobnie podziałów w japońskim dowództwie oraz sferach wywiadu, częściowo zaś być może wywoływaną kolejnymi zwycięstwami pychą i pewnością siebie w japońskich sztabach. Z całą pewnością natomiast, niewykorzystanie przez japońskie dowództwo informacji od Tanabe stanowiło porażkę wywiadu, i wywarło nie mniejszy wpływ na przebieg bitwy, niż ustalenie przez amerykańskie Hypo szczegółów japońskiego ataku na Midway.
Natychmiastowym skutkiem utraty japońskich lotniskowców było odwołanie przez Yamamoto desantu na Midway. Zanim jednak najwyższy dowódca japońskiej floty odwołał operację, I-168 oraz cztery krążowniki otrzymały rozkaz podpłynięcia pod wyspę i ostrzelania amerykańskich instalacji tamże. I-168 wyposażony był w działo kalibru jedynie 100 mm, nie posiadał też precyzyjnego dalmierza, toteż nie był jakkolwiek przystosowany do tego rodzaju działań. Gdy o godzinie 01:30 Tanabe wystrzelił swój pierwszy pocisk, natychmiast odpowiedziały mu ogniem nabrzeżne baterie artyleryjskie wsparte reflektorami, zmuszając japoński okręt do zanurzenia. Co gorsza, okręt podwodny został wkrótce wykryty i ścigany był przez amerykańskie niszczyciele.

#### Atak na „Yorktown”

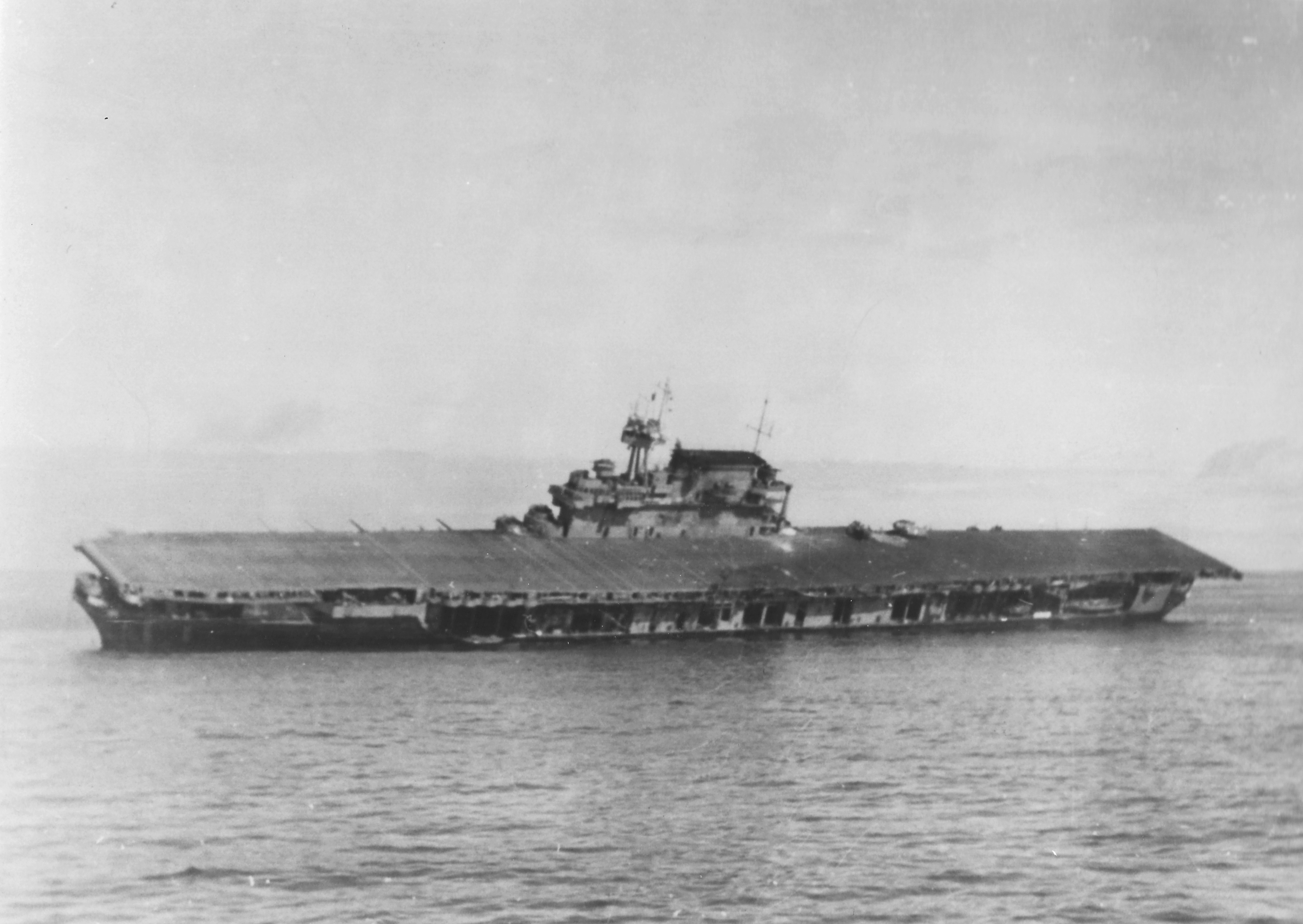
USS „Yorktown” z silnym przechyłem opuszczony po raz pierwszy 4 czerwca 1941 roku

6 czerwca łódź latająca zaobserwowała, że uszkodzony przez samoloty „Hiryū” amerykański „Yorktown” został opuszczony, toteż znajdujący się w pobliżu I-168 otrzymał pilny rozkaz zatopienia lotniskowca, który w tym czasie znajdował się 150 mil na północny wschód od Midway. Tanabe zarządził wszelkie przygotowania do przeprowadzenia ataku i, z niemal maksymalną prędkością 21 węzłów, ruszył w kierunku wskazanej pozycji amerykańskiego okrętu. Nad ranem wachtowi obserwatorzy na mostku dostrzegli dużą ciemną masę na wschodzie, którą zidentyfikowali jako lotniskowiec w otoczeniu pięciu lub sześciu niszczycieli.

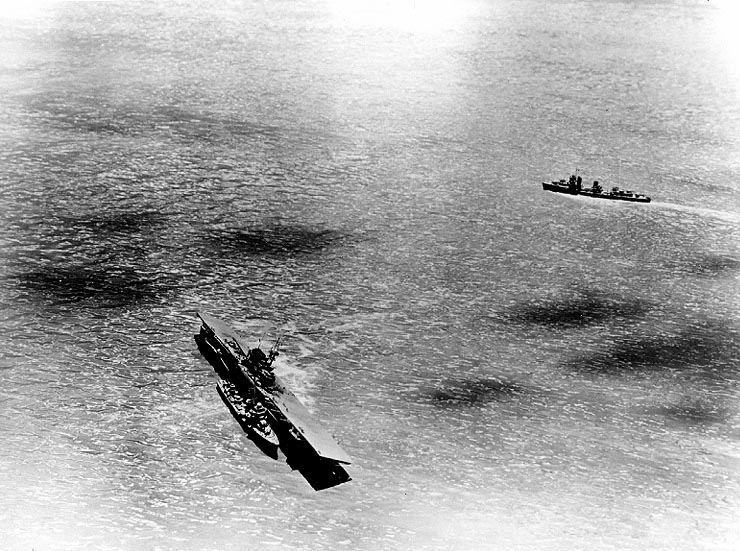
USS „Hammann” (DD-412) u boku „Yorktowna”

O godzinie 4:10 rano, dwa dni po głównej bitwie lotniskowców pod Midway, Tanabe upewnił się, że w odległości 12 mil ma przed sobą uszkodzony podczas bitwy USS „Yorktown” wraz z pierścieniem eskorty. Dopiero jednak około 05:30 po wschodzie słońca Tanabe mógł wyraźnie zobaczyć w odległości 11 mil maszty wrogich jednostek. Niszczyciele zbliżały się do lotniskowca w celu dowiezienia z powrotem na „Yorktowna” części jego własnej załogi, która miała przygotować go do holowania do Pearl Harbor. I-168 wciąż zbliżał się na powierzchni, do momentu kiedy Tanabe ocenił, że jego okręt może zostać spostrzeżony. Wydał wówczas rozkaz zanurzenia i rozpoczął powolne podchodzenie do celu. Obserwując sytuację taktyczną przez peryskop, Tanabe ocenił, że aby być pewnym strzału, musi przeniknąć przez pierścień eskorty na odległość nie większą niż 1500 jardów (1370 metrów). Stanowiło to wyzwanie, które zajęło mu 6,5 godziny przy słyszalnych co jakiś czas impulsach sonarów niszczycieli. Tym niemniej przed południem okręt podwodny przepłynął pod okrętami eskorty, a wiązki akustyczne wrogich okrętów niespodziewanie przestały być słyszalne, prawdopodobnie odbite przez gradient temperatury.

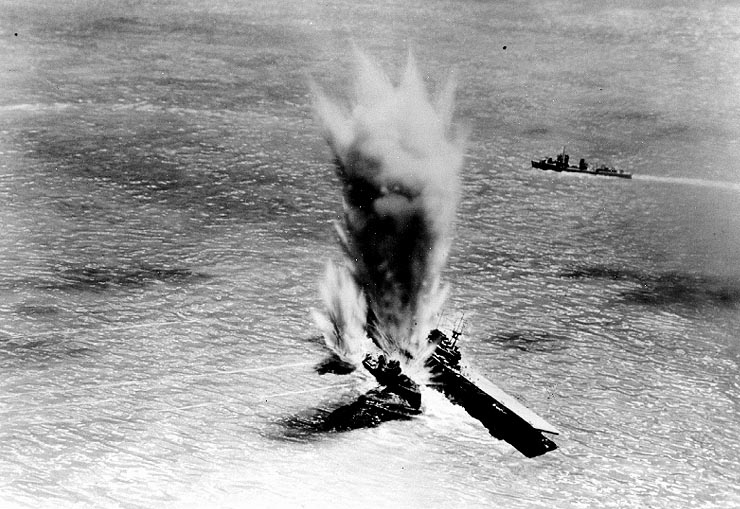
Storpedowane USS „Hammann” i „Yorktown”

Tanabe zanurzył okręt głębiej, chcąc na większej głębokości podejść na pozycję oddaloną o 1500 jardów do celu, kiedy jednak ponownie wynurzył się na głębokość peryskopową stwierdził, że okręt jest w połowie tego dystansu. Zmienił więc kurs na skos na sterburtę w celu oddalenia się od lotniskowca, po czym wykonał zwrot ponownie w kierunku amerykańskiego okrętu, aby dokonać ostatnich obserwacji.
I-168 znalazł się w końcu w odległości 1300 metrów od lewej burty lotniskowca, który stojący przy nim niszczyciel USS „Hammann” (DD-412) zaopatrywał w niezbędną do walki z wciąż trawiącymi lotniskowiec pożarami wodę i energię elektryczną. O godzinie 13:31 Yahachi Tanabe rozkazał wystrzelić dwie salwy po dwie torpedy każda. Dowódca celował w punkt w połowie długości okrętu poniżej pancerza burtowego, z odchyleniem kolejnych torped wynoszącym tylko 2° – w celu maksymalnej koncentracji uderzenia. Pierwszy został trafiony niszczyciel. Torpeda, której głębokość biegu ustawiona była na przejście pod okrętem eskorty, płynęła zbyt płytko i uderzyła w „Hammanna”, który natychmiast złamał się na pół, dwie kolejne torpedy trafiły lotniskowiec jak zaplanowano poniżej mostka, czwarta natomiast zdefektowała i przeszła za rufą. Dwie torpedy Typ 95 (możliwe też, że były to torpedy typu Typ 92), trafiły dokładnie po przeciwległej stronie miejsca, w które wcześniej trafiły torpedy 91 samolotów „Hiryū”, doszczętnie niszcząc pozostałe jeszcze grodzie śródokręcia.

#### Kontratak

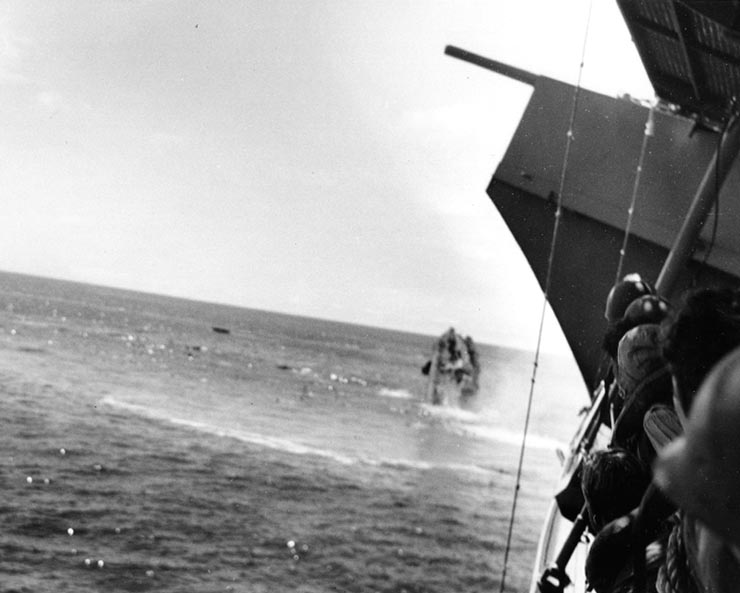
Tonąca rufa przełamanego USS „Hammann” widziana z pokładu USS „Yorktown” dzień przed zatonięciem tego ostatniego

Tanabe zaplanował przed atakiem zachowanie po jego zakończeniu. Zamierzał schować się przed spodziewanym kontratakiem niszczycieli głębiej, wprost pod lotniskowcem. W chwili ataku znajdował się jednak 1200 jardów (1100 metrów) od okrętu lotniczego, tymczasem amerykańskie niszczyciele, śledząc wstecznie wyraźnie widoczny ślad torped, wykryły I-168, zanim ten zdążył znaleźć schronienie pod „Yorktownem”. W międzyczasie „Hammann” zatonął i dwa niszczyciele zajęte były ratowaniem rozbitków, jednak trzy pozostałe przypuściły zdecydowany kontratak. Nieprzyjacielskie jednostki zrzuciły na japoński okręt podwodny 60 bomb głębinowych – wiele z nich wybuchło w tak niewielkiej odległości od I-168, że eksplozje unosiły okręt. Trwający około 6 godzin atak całkowicie wyłączył zasilanie elektryczne okrętu podwodnego, spowodował przecieki wewnętrznych wrót wyrzutni torpedowej numer 1 oraz pęknięcia ogniw baterii w przednim przedziale akumulatorów, które natychmiast zaczęły uwalniać chlor. Z powodu braku zasilania nie działały pompy, a zalewany wodą okręt tonął dziobem, wkrótce też osiągnął głębokość swojego zanurzenia testowego wynoszącą 75 metrów i kontynuował dalsze pogrążanie się pod kątem 20°. Próbując wypchnąć wodę z przeciążonego dziobu, załoga zużyła zapas sprężonego powietrza. W celu wyrównania przegłębienia zaczęła przenosić z dziobu na rufę worki z ryżem, podczas gdy elektrycy w całkowitych ciemnościach usiłowali izolować zniszczone baterie. Z powodu znacznego ujemnego trymu, pracujący elektrycy musieli być podtrzymywani przez innych członków załogi, aby mogli pracować pod kątem. Zakres uszkodzeń baterii był znacznie większy niż przewidywały dotychczasowe treningi w tym zakresie. Gdy po około dwóch godzinach baterie zostały zaizolowane, a spięcia elektryczne usunięte, załodze udało się uruchomić nieuszkodzone silniki elektryczne.

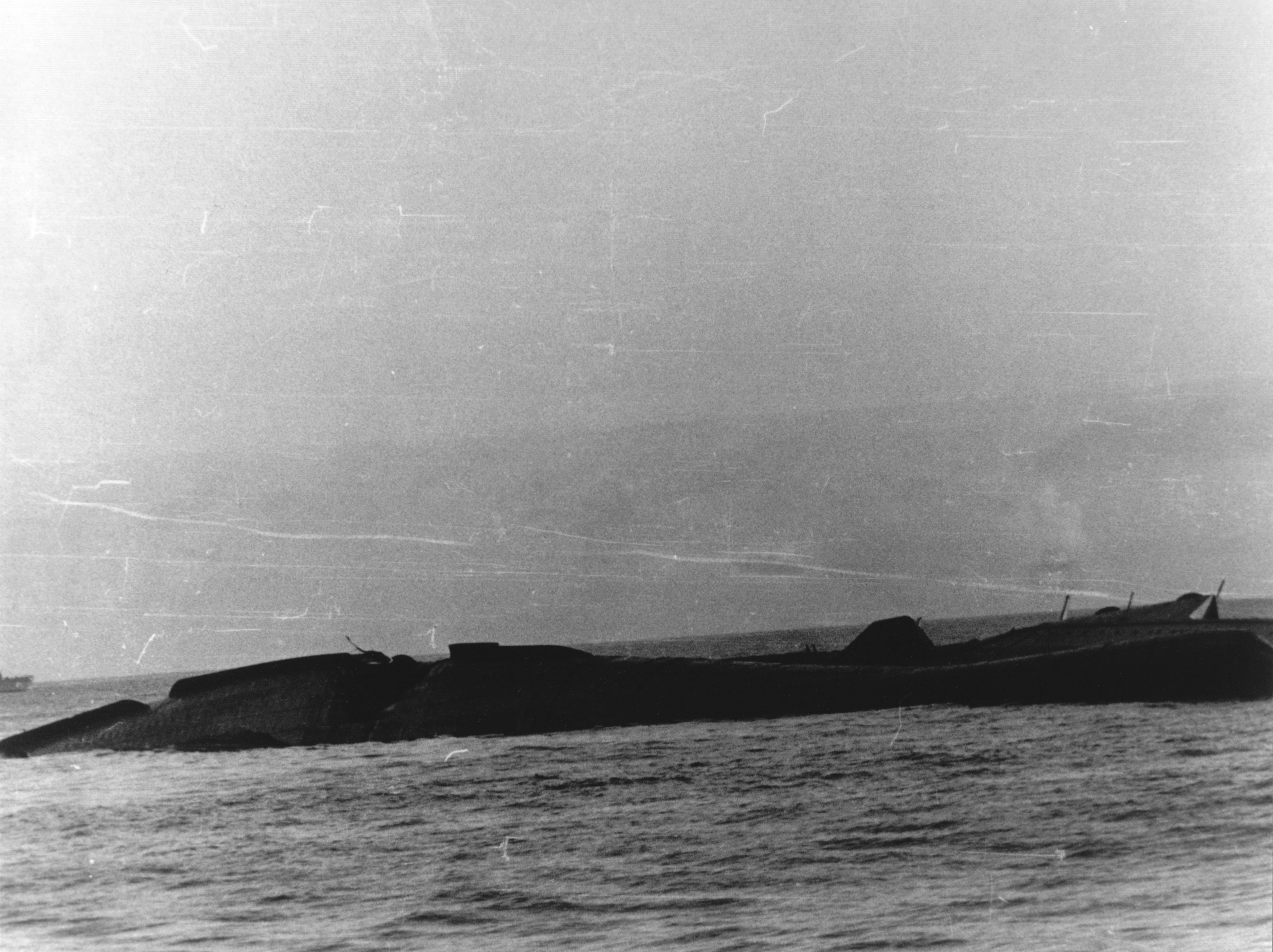
7 czerwca 1942 roku, USS „Yorktown” przewrócony do góry stępką. Na pierwszym planie widoczna ogromna wyrwa w dnie jednostki, spowodowana eksplozjami torped.

Usunięcie najpoważniejszych awarii układu elektrycznego powiodło się, jednak załoga wciąż nie mogła uruchomić pomp, gdyż wywołałoby to znaczny hałas. Tymczasem wnętrze okrętu wypełnione było oparami chloru, sprawna część akumulatorów mieściła niewielką już ilość energii, a na powierzchni wciąż słyszane były niszczyciele. Dowódcy I-168 nie pozostało inne wyjście niż wynurzenie i walka na powierzchni. Okręt wynurzył się o godzinie 16:45, w odległości 5 mil od niszczycieli. Amerykańskie okręty omyłkowo wzięły go początkowo za jeszcze jedną amerykańską jednostkę płynącą na pomoc polującym. Zanim ich dowódcy uświadomili sobie swoją omyłkę, upłynęło kilka bezcennych dla okrętu podwodnego minut, w trakcie których mógł nieco przewietrzyć wnętrze i zaczerpnąć powietrza do zbiorników sprężonego powietrza. W międzyczasie niszczyciele zmniejszyły dystans do 2,5 mili, ostrzeliwując I-168. Shōsa wydał rozkaz postawienia zasłony dymnej, aby utrudnić amerykańskim artylerzystom celowanie. Pociski padały jednak coraz bliżej okrętu, toteż dowódca wydał rozkaz zanurzenia, po czym, w celu zmylenia ścigających, zmienił kurs na przeciwny do kursu niszczycieli. Tanabe liczył na to, że duża prędkość okrętów zakłóci odbiór przez ich sonary. Fortel ten udał się w pełni – I-168 nie został usłyszany, a na okrętach nawodnych przyjęto, że japońska jednostka zatonęła na skutek uszkodzeń odniesionych przy poprzednich atakach. Między godziną 20:00 a 20:45 I-168 wynurzył się ponownie i, biorąc kurs na zachód, udał się do Japonii.
Poziom wody w kadłubie trafionego przez I-168 USS „Yorktown” stale wzrastał, łamiąc kolejne grodzie i zalewając coraz to większe połacie okrętu. Grupy żołnierzy usiłujące uratować okręt musiały w końcu przerwać pracę i po raz drugi opuścić go. We wczesnych godzinach następnego dnia okręt przewrócił się do góry dnem, ukazując oczom świadków, zanim ostatecznie zatonął, obraz zniszczeń dokonanych przez japońskie torpedy.
Po powrocie do kraju shōsa Yahachi Tanabe został uznany za bohatera narodowego i – dzięki zatopieniu wielkiego amerykańskiego lotniskowca – pierwszego japońskiego asa wojny podwodnej. Było to w pełni zrozumiałe – zatapiając wielki lotniskowiec, dowódca I-168 odniósł bowiem największe dotąd zwycięstwo jakiegokolwiek okrętu podwodnego w wojnie na Pacyfiku. Krótko potem Yahachi Tanabe został awansowany na stopień chūsa i objął dowództwo całkowicie nowego okrętu I-176.

### Operacje zaopatrzeniowe
Od czerwca do końca sierpnia 1942 roku okręt przechodził remont mający usunąć odniesione uszkodzenia bojowe. W sierpniu jednak rozpoczęła się amerykańska inwazja na Guadalcanal i, wkrótce po zakończeniu remontu, I-168 został skierowany do działań zaopatrzeniowych wojsk japońskich na Guadalcanal, a następnie na innych wyspach. W międzyczasie kilkakrotnie zmienił się dowódca okrętu, sam okręt zaś 15 marca 1943 roku został bezskutecznie zaatakowany torpedami przez stary amerykański okręt typu S-1 S-20 (SS-125). Od 15 października 1942 roku dowodził nim już shōsa Sakae Nakajima.

#### Starcie z USS „Scamp”

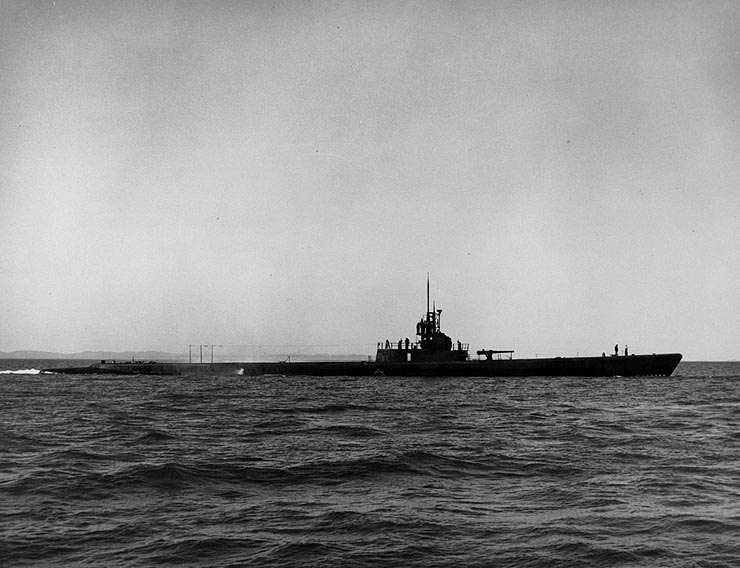
USS „Scamp” (SS-277)

Dowodzony przez Waltera Eberta USS „Scamp” (SS-277) nie odniósł dotąd wielu sukcesów. Trapiony powszechnymi w tym czasie w amerykańskiej flocie podwodnej problemami z torpedami, zatopił dotąd zaledwie jeden wartościowy cel, tender wodnosamolotów „Kamikawa Maru” o pojemności 6800 ton. Gdy „Scamp” wychodził z Brisbane na swój trzeci patrol, dowódca otrzymał rozkaz przechwycenia japońskiego okrętu podwodnego zaangażowanego w zaopatrywanie japońskich żołnierzy piechoty. Tymczasem 27 lipca 1943 roku I-168, który dwa dni wcześniej wyszedł z Truk, w drodze do Rabaulu nadał rutynowy raport do dowództwa, który okazał się jego ostatnim komunikatem.
O zmierzchu tego samego dnia I-168 dostrzegł amerykański okręt podwodny idący na powierzchni w cieśninie Steffen. Dowódca okrętu odpalił w jego kierunku pojedynczą torpedę, jednak obserwator na mostku „Scampa” w porę zauważył jej ślad. Okręt wykonał alarmowe zanurzenie do głębokości 220 stóp (67 metrów), w celu umożliwienia zbliżającej się torpedzie przejścia nad SS-277. Jego dowódca, Walter Ebert, polecił następnie wyjść na głębokość peryskopową, gdzie natychmiast odnalazł wciąż idący na powierzchni I-168. Błąd taktyczny japońskiego dowódcy umożliwił Amerykanom przeprowadzenie kontrataku. O godzinie 18:12 Ebert wystrzelił w kierunku japońskiego okrętu salwę czterech torped, z których kilka dosięgło celu, wywołując natychmiastową eksplozję japońskiej jednostki i śmierć całej załogi na pozycji 2°50′S 149°01′E/-2,833333 149,016667 60 mil od Nowego Hanoweru.